# 富山市立山室中部小学校
富山市立山室中部小学校（とやましりつ やまむろちゅうぶしょうがっこう）は、富山県富山市にある公立小学校。

## 概要
校名は山室荒屋小学校、山室中央小学校などの案が出され、検討された結果、1976年3月17日条例第9号により、校名を山室中部小学校とすることになった。
校章は「立山、富山、山室の3つの山を象徴し、その中に雪の結晶、中心に山室中部小の中と小の文字」を表している。

## 沿革
個別に出典が提示されていない箇所の出典→。
- 1975年12月26日 - 用地所得。
- 1976年
  - 3月17日 - 山室中部小学校設立が決まる。
  - 3月末 - 校地造成作業に着手[2]。
  - 9月1日 - 現在地にて起工式。
- 1977年
  - 4月5日 - 富山市立山室小学校より分離し、山室小学校体育館にて開校式を挙行[2]。
  - 5月16日 - 校章決定。
  - 7月1日 - 第1期工事竣工検査。
  - 7月20日 - 体育館工事開始。
  - 7月22日 - 新校舎へ移転。
  - 7月23日 - 入校式を挙行。
  - 12月10日 - 国旗掲揚塔とバックネット完成[3]。
  - 12月12日 - 校歌を制定。
- 1978年2月10日 - 体育館竣工[3]。
- 1980年
  - 5月26日 - プール着工[5]。
  - 7月28日 - プール完成、同年8月4日竣工式[5]。
- 1981年
  - 6月16日 - 交通公園着工[5]。
  - 7月10日 - 交通公園完成[5]。
- 1983年12月20日 - 運動場を整備[6]。
- 1987年11月7日 - スキー山『チャレンジスキー場』完成,ref mame="a04" />。

## 通学区域
- 新横内町、高屋敷2区、中川原、中川原台一丁目 - 二丁目、流杉、西野新、東流杉、古寺、古寺新町、町村、町村一丁目 - 二丁目、松ヶ丘、不二栄町1区 - 3区、山室荒屋、山室荒屋新町、横内第3、若葉台[7]

## 進学先中学校
- 富山市立山室中学校

## 交通アクセス
- 富山地方鉄道不二越線 大泉駅より東へ2.5km、徒歩31分

## 著名な関係者
教職員
- 杉田久信（教育者） - 元校長